# Centropogon arachnocalyx
Centropogon arachnocalyx är en klockväxtart som beskrevs av Thomas G. Lammers. Centropogon arachnocalyx ingår i släktet Centropogon och familjen klockväxter. Inga underarter finns listade i Catalogue of Life.